# Veratrum grandiflorum
Veratrum grandiflorum là một loài thực vật có hoa trong họ Melanthiaceae. Loài này được (Maxim. ex Miq.) O.Loes. miêu tả khoa học đầu tiên năm 1926.